# الإجهاض في الهند
يعتبر الإجهاض في الهند قانونيًا ضمن حالات معينة. ويمكن القيام به بناءً على أسس عديدة حتى الأسبوع الـ20 من الحمل، في حالات خاصة، يمكن أن تسمح المحكمة بالإجهاض حتى بعد مرور 20 أسبوعًا.
عندما تقوم المرأة بإجهاض جنينها عن عمد عند شخص يقدم لها هذه الخدمة، تُدعى تلك الحالة عندها باسم الإجهاض المتعمد. بينما الإجهاض التلقائي هو عندما تحدث عملية الإجهاض من تلقاء نفسها دون تدخلات. تُدعى تلك الحالة بالإسقاط العفوي للجنين.
حتى عام 2017، كان هناك تصنيفان لا ثالث بينهما حول الإجهاض؛ الآمن وغير الآمن. كان يعرف الإجهاض غير الآمن بحسب منظمة الصحة العالمية بأنه «إجراء لإنهاء الحمل يقوم به فرد لا يمتلك الخبرة الكافية أو ضمن بيئة لا تتفق مع الحد الأدنى من المعايير الطبية». إلا أنه ومع التقدم الحالي لتقنيات الإجهاض وكونها أصبحت أكثر أمانًا، استبدل التعريف السابق بثلاثة تصنيفات، آمن وأقل أمانًا والأقل أمانًا مما يعطي وصفًا أكثر دقة لطيف من الحالات المختلفة التي تشكل ما يعرف بالإجهاض غير الآمن والاستبدال المتزايد واسع الانتشار لوسائل الإجهاض الخطرة بالميزوبروستول خارج النظام الصحي الرسمي.
- الإجهاض الآمن: يقدمه العاملون في الرعاية الصحية مع أساليب موصى بها من قبل منظمة الصحة العالمية.
- الإجهاض الأقل أمانًا: يقدمه متمرنون ذوي خبرة مستخدمين أساليب غير موصى بها أو أساليب آمنة (مثل الميزوبروستول) ولكن دون معلومات كافية أو إشراف شخص متمرس.
- الإجهاض الأقل أمانًا: يقدمه شخص متمرن مستخدمًا أساليب خطرة.

الرعاية الشاملة للإجهاض، هو مصطلح «يُعنى في الأصل بالاعتقاد أنه من حق النساء الوصول إلى رعاية بخصوص الإجهاض ذات جودة عالية وأسعار مقبولة ضمن المجتمعات التي يعشن ويعملن بها». قُدم هذا المصلح لأول مرة من قبل منظمة آي باس عام 2000. يشتمل مصطلح الرعاية الشاملة للإجهاض على كامل المدة التي تتراوح بين فترة الحمل ورعاية ما بعد الإجهاض بما فيها معالجة الألم.

## قانون الإجهاض في الهند

### قبل عام 1971 (قانون العقوبات الهندي لعام 1860)
قبل عام 1971، كان الإجهاض مجرّمًا بموجب المادة رقم 312 من قانون العقوبات الهندي لعام 1860، واصفًا إياه بـ«التسبب بالإجهاض عن عمد». باستثناء الحالات التي ينفّذ فيها الإجهاض لإنقاذ حياة المرأة، كان الإجهاض جريمة يعاقب عليها القانون كل من النساء ومقدمي الخدمة إضافةً لكل من ساهم طوعًا في إجهاض المرأة من طفلها بالسجن لمدة ثلاث سنوات و/أو دفع غرامة مادية، وتواجه المرأة المستفيدة من تقديم هذه الخدمة سبع سنوات من السجن و/أو دفع غرامة مادية.
خلال ستينيات القرن الماضي، أصبح الإجهاض مشرّعًا في 15 دولة، إذ بدأت وقتها المحاولات لجعل الإجهاض مشرّعًا في الهند وفق الأطر القانونية. وضع العدد الكبير المتزايد من حالات الإجهاض وزارة الصحة ورعاية الأسرة في حالة تأهب. لحل هذه المشكلة، وضعت الحكومة في الهند لجنة في عام 1964 يقودها شانتيلال شاه للقدوم بمقترحات تشرّع قانون الإجهاض في الهند. تمت الموافقة على توصيات اللجنة عام 1970 وطُرحت في البرلمان بوصفه مشروع قانون الإنهاء الطبي للحمل. شُرّع هذا القانون في شهر أغسطس من عام 1971 بوصفه مشروع قانون الإجهاض الطبي.

#### النقاط الرئيسية للجنة شاه
- عُيّنت لجنة شاه من قبل الحكومة الهندية عام 1964.
- قامت اللجنة بمراجعة شاملة لكل من النواحي الاجتماعية والثقافية والطبية والقانونية للإجهاض.
- أوصت اللجنة في عام 1966 إلى تشريع الإجهاض من خلال تقريرها بهدف الحال دون خسارة المرأة صحتها وحياتها على كل من الصعيدين الصحي والعاطفي.
- تبعًا للتقرير، فإنه ضمن تعداد سكاني يبلغ 500 مليون نسمة، سيكون عدد الإجهاضات كل عام هو 6.5 مليون – 2.6 مليون منها طبيعي (تلقائي) و3.9 مليون منها متعمد.

#### حالات الإجهاض في الهند
يُقدر بأنه حوالي 15.6 مليون حالة إجهاض تحدث في الهند كل عام. وأغلب الظن بأن النسبة الأكبر من تلك الحالات تتم ضمن شروط غير آمنة. يعتبر الإجهاض غير الآمن ثالث أكبر سبب لوفيات الأمهات، متسببًا في وفاة 10 نساء كل يوم ومواجهة الآلاف لمضاعفات مرضية. هنالك حاجة لتعزيز وصول النساء إلى خدمات الرعاية الشاملة للإجهاض وكبح حالات الموت والعجز الناتجة عنه.
أجريت آخر دراسة واسعة النطاق حول الإجهاض المتعمد في عام 2002 كجزء من مشروع تقييم الإجهاض. قدّرت الدراسات المرتبطة بالمشروع حدوث 6.4 مليون حالة إجهاض سنويًا في الهند.